# Dysoxylum loureirii
Dysoxylum loureirii är en tvåhjärtbladig växtart som först beskrevs av Jean Baptiste Louis Pierre, och fick sitt nu gällande namn av Jean Baptiste Louis Pierre. Dysoxylum loureirii ingår i släktet Dysoxylum och familjen Meliaceae. Inga underarter finns listade i Catalogue of Life.